# Милена Предић (монтажер)
Милена Предић (Београд, 2. октобар 1978) je српска монтажерка и универзитетски предавач.

## Биографија
Дипломирала је монтажу на Академији уметности у Београду - одсек филмска и тв монтажа.
Сарађивала је са редитељима попут Олега Новковића, Милоша Аврамовића, Душана Милића, Дејана Зечевића, Владимира Паскаљевића и Драгана Бјелогрлића.
Као монтажер учествовала је на реализацији најгледанијег филм Јужни ветар из 2018 и серије Сенке над Балканом.
Запослена је као ванредни професор на Академији Уметности у Београду у области монтаже на основним студијским програмима.
Добитник је награде Марко Глушац за најперспективнијег филмског монтажера за 2023 годину на Фестивалу Ауторског филма у Београду.
Живи и ради у Београду.

## Филмографија
- 2002 - Лавиринт - филм о филму - монтажер
- 2005 - Буђење из мртвих - филм о филму - монтажер
- 2005 - Флерт
- 2005 - Лана, Наташа, Ксенија - кратки филм
- 2006 - Живот у срцу таме - кратки документарни филм
- 2006 - Кројачева тајна - асистент монтаже
- 2006 - Сутра ујутру - асистент монтаже
- 2007 - Одбачен - монтажер
- 2007 - Мона 2000 - 2007 - документарни филм - монтажер
- 2008 - Maша - монтажер
- 2008 - 2009. - Горки плодови - други монтажер
- 2009 - 2010. - Јесен стиже дуњо моја - други монтажер
- 2010. - Бели, бели свет - консултант у монтажи
- 2010 - 2011. - Мирис кише на Балкану (ТВ серија) - асистент монтаже
- 2011. - Мирис кише на Балкану (филм из 2011) - асистент монтаже
- 2012 - 2013. - Фолк (ТВ серија) - монтажер
- 2014. - Травелатор - монтажер
- 2014. - Једнаки (филм) - асистент монтаже
- 2015. - Титова соба тајни - монтажер 2 епизоде
- 2015 - 2016. - Чизмаши - монтажер
- 2016. - Сумњива лица - монтажер
- 2017. - Изгредници (филм) - монтажер
- 2018. - Јужни ветар (филм) - монтажер
- 2019. - Краљ Петар Први (ТВ серија) - монтажер
- 2017 - 2019. - Сенке над Балканом - монтажер
- 2020. - Јужни ветар (ТВ серија) - монтажер
- 2021. - Тома (филм) - монтажер
- 2023. - Тома (ТВ серија) - монтажер
- 2023. - Ланчана реакција (филм из 2023) - монтажер
- 2024. - Сабља (ТВ серија)
- 2025. - Мраз (филм) - монтажер